# Penajul colorat
Penajul colorat este un film românesc din 1987 regizat de Ion Bostan.